# Легка атлетика на літніх Олімпійських іграх 1912
Змагання з легкої атлетики на літніх Олімпійських іграх 1912 були проведені з 6 по 15 липня в Стокгольмі на Олімпійському стадіоні, довжина кола на якому складала 383 м.
Як на попередніх Олімпіадах, у змаганнях брали участь лише чоловіки.
Легкоатлетична програма стокгольмської Олімпіади зазнала доволі значних змін порівняно з попередніми Іграми.
Вперше в історії спортсмени розігрували індивідуальні олімпійські нагороди в бігу на 5000 метрів (до цього в програмі Олімпійських ігор ця дистанція була представлена лише у 1900, коли розігрувалась командна першість). Також вперше в історії на Іграх була представлена класична на сьогодні дистанція бігу на 10000 метрів. Відповідно, з програми був прибраний біг на 5 миль, представлений на поередній Олімпіаді. Водночас у Стокгольмі не розугрувались медалі з бігу на 400 метрів з бар'єрами та у бігу з перешкодами.
Порівняно з минулими Іграми, у Стокгольмі не змагались в комбінованій естафеті (200+200+400+800 м), замість якої був введений естафетний біг 4×400 метрів. Вперше також в історії Ігор в шведській столиці чоловіки виборювали чемпіонство в естафеті 4×100 метрів.
Іншою новацією олімпійської легкоатлетичної програми став крос, олімпійська першість в якій була розіграна в Стокгольмі як в індивідуальному, так і одночасно в командному заліку. Довжина кросової дистанції, яка була прокладена вздовж лісу та пагорбів поза стадіоном, становила приблизно 12000 метрів зі стартом та фінішем на стадіоні. Місце країни у командному заліку з кросу визначалось шляхом складання місць на фініші перших її трьох спортсменів, які нагороджувались медалями командного заліку.
Командна першість у бігу на 3000 метрів, що проводився на стадіоні, визначалась, як і в кросі, за результатами перших трьох представників кожної країни на фініші. Водночас, медалі отримували перші п'ятеро від кожної команди.
Замість двох дисциплін спортивної ходьби на попередній Олімпіаді (3500 м та 10 миль), у Стокгольмі чоловіки виборювали чемпіонство на одній дистанції 10000 метрів.
До програми Олімпіад повернулось багатоборство. Відразу дві дисципліни (п'ятиборство та десятиборство) були представлені у Швеції, і обидві з них виграв американець Джим Торп. Проте, у 1913 Міжнародний олімпійський комітет позбавив американця обох нагород на підставі того, що він до стокгольмської олімпіади отримував винагороду за участь у змаганнях, що порушувало чинний на той час олімпійський приницип аматорства. Внаслідок цього золоті нагороди отримали Фердінанд Б'є та Гуго Вісландер, які були другими. Лише у 1982 Міжнародний олімпійський комітет повернув Торпу обидві золоті нагороди без перерозподілу раніше вручених медалей. Відтоді в олімпійській статистиці стали зазначати по два чемпіони в кожній дисципліні багатоборства Ігор-1912.
Першість у десятиборстві тривала три дні (замість звичних на сьогодні двох днів). У перший день десятиборці змагались у бігу на 100 метрів, стрибках у довжину та штовханні ядра, у другий день — у стрибках у висоту, бігу на 400 метрів, метанні диска та бігу на 110 метрів з бар'єрами, а на третій день припадали старти у стрибках з жердиною, метання списа та біг на 1500 метрів.
Змагання з п'ятиборства проводились в межах одного дня. Формат змагань був наступним. За сумою місць, які всі учасники посіли у перших трьох дисциплінах (стрибки у довжину, метання списа та біг на 200 метрів), визначались 12 учасників з найменшою сумою балів, які проходили далі. Після цього показані ними результати переводились у очки за діючими на той час таблицями, і всі дванадцятеро виступали у метання диска (четверта дисципліна). До участі в останньому виді (бігу на 1500 метрів) допускались перші шестеро з найбільшою сумою очок за підсумками чотирьох дисциплін.
Іншими нововведеннями (які не були представлені на наступних Олімпіадах) у легкоатлетичній олімпійській програмі були три дисципліни метань (ядро, диск та спис), в яких підсумковий залік визначався залежно від суми найкращих спроб, виконаних обома руками (кожен спортсмен виконував по три спроби кожною рукою).
Старт та фініш марафонської дистанції довжиною 40 км 200 м відбувався на стадіоні. Власне траса була прокладена таким чином, що першу половину дистанції марафонці бігли до містечка Соллентуни, що на північ від Стокгольма, а потім повертались назад до стадіону.

## Призери

### Індивідуальна першість
| Дисципліни                     | Золото                                                                    | Золото                     | Срібло                                                    | Срібло    | Бронза                                                                | Бронза    |
| ------------------------------ | ------------------------------------------------------------------------- | -------------------------- | --------------------------------------------------------- | --------- | --------------------------------------------------------------------- | --------- |
| 100 метрів                     | Ральф Крейґ · США                                                         | 10,8                       | Альва Меєр · США                                          | 10,9      | Дональд Ліппінкотт · США                                              | 10,9      |
| 200 метрів                     | Ральф Крейґ · США                                                         | 21,7                       | Дональд Ліппінкотт · США                                  | 21,8      | Віллі Епплгарт · Велика Британія                                      | 22,0      |
| 400 метрів                     | Чарльз Рейдпат · США                                                      | 48,2                       | Ганнс Браун · Німеччина                                   | 48,3      | Едвард Ліндберг · США                                                 | 48,4      |
| 800 метрів                     | Тед Мередіт · США                                                         | 1.51,9                     | Мел Шепард · США                                          | 1.52,0    | Айра Девенпорт · США                                                  | 1.52,0    |
| 1500 метрів                    | Арнольд Джексон · Велика Британія                                         | 3.56,8                     | Адам Ківіат · США                                         | 3.56,9    | Норман Тейбер · США                                                   | 3.56,9    |
| 5000 метрів                    | Ганнес Колехмайнен · Фінляндія                                            | 14.36,6                    | Жан Буен · Франція                                        | 14.36,7   | Джордж Гатсон · Велика Британія                                       | 15.07,6   |
| 10000 метрів                   | Ганнес Колехмайнен · Фінляндія                                            | 31.20,8                    | Льюїс Теваніма · США                                      | 32.06,6   | Альбін Стенроос · Фінляндія                                           | 32.21,8   |
| 110 метрів з бар'єрами         | Фред Келлі · США                                                          | 15,1                       | Джеймс Венделл · США                                      | 15,2      | Мартін Гокінс · США                                                   | 15,3      |
| 4×100 метрів                   | Велика Британія Девід Джекобс Генрі Макінтош Віллі Епплгарт Віктор д'Арсі | 42,4                       | Швеція Іан Меллер Чарльз Лутер Туре Перссон Кнут Ліндберг | 42,6      | не вручалась                                                          |           |
| 4×400 метрів                   | США Мел Шепард Едвард Ліндберг Тед Мередіт Чарльз Рейдпат                 | 3.16,6                     | Франція Шарль Лелон Робер Шурре П'єр Файо Шарль Пуленар   | 3.20,7    | Велика Британія Джордж Нікол Ернест Генлі Джеймс Суттер Сіріл Сідгауз | 3.23,2    |
| Ходьба 10000 метрів            | Джордж Гулдінг · Канада                                                   | 46.28,4                    | Ернест Вебб · Велика Британія                             | 46.50,4   | Фернандо Альтімані · Італія                                           | 47.37,6   |
|                                |                                                                           |                            |                                                           |           |                                                                       |           |
| Марафон                        | Кеннет МакАртур · Південно-Африканська Республіка                         | 2:36.54,8                  | Крістіан Гітшем · Південно-Африканська Республіка         | 2:37.52,0 | Гастон Стробіно · США                                                 | 2:38.42,4 |
|                                |                                                                           |                            |                                                           |           |                                                                       |           |
| Крос                           | Ганнес Колехмайнен · Фінляндія                                            | 45.11,6                    | Ялмар Андерссон · Швеція                                  | 45.44,8   | Йон Еке · Швеція                                                      | 46.37,6   |
|                                |                                                                           |                            |                                                           |           |                                                                       |           |
| Стрибки у висоту               | Алма Річардс · США                                                        | 1,93                       | Ганс Ліше · Німеччина                                     | 1,91      | Джордж Горайн · США                                                   | 1,89      |
| Стрибки у висоту з місця       | Платт Адамс · США                                                         | 1,63                       | Бенджамін Адамс · США                                     | 1,60      | Константінос Циклітірас · Греція                                      | 1,55      |
| Стрибки з жердиною             | Гаррі Бебкок · США                                                        | 3,95                       | Френк Нельсон · США                                       | 3,85      | Марк Райт · США                                                       | 3,85      |
| Стрибки у довжину              | Альберт Гаттерсон · США                                                   | 7,60                       | Келвін Брікер · Канада                                    | 7,21      | Георг Оберг · Швеція                                                  | 7,18      |
| Стрибки у довжину з місця      | Константінос Циклітірас · Греція                                          | 3,37                       | Платт Адамс · США                                         | 3,36      | Бенджамін Адамс · США                                                 | 3,28      |
| Потрійний стрибок              | Густаф Ліндблом · Швеція                                                  | 14,76                      | Георг Оберг · Швеція                                      | 14,51     | Ерік Альмлеф · Швеція                                                 | 14,17     |
| Штовхання ядра                 | Патрік Макдональд · США                                                   | 15,34                      | Ральф Роуз · США                                          | 15,25     | Лоуренс Вітні · США                                                   | 13,93     |
| Штовхання ядра (сума двох рук) | Ральф Роуз · США                                                          | 27,70                      | Патрік Макдональд · США                                   | 27,53     | Ельмер Нікландер · Фінляндія                                          | 27,14     |
| Метання диска                  | Армас Тайпале · Фінляндія                                                 | 45,21                      | Річард Бірд · США                                         | 42,32     | Джеймс Данкан · США                                                   | 42,28     |
| Метання диска (сума двох рук)  | Армас Тайпале · Фінляндія                                                 | 82,86                      | Ельмер Нікландер · Фінляндія                              | 77,96     | Еміл Магнуссон · Швеція                                               | 77,37     |
| Метання молота                 | Метт Мак-Грат · США                                                       | 54,74                      | Данкан Гілліс · Канада                                    | 48,39     | Кларенс Чайлдс · США                                                  | 48,17     |
| Метання списа                  | Ерік Леммінг · Швеція                                                     | 60,64                      | Юліус Саарісто · Фінляндія                                | 58,36     | Мор Коцан · Угорщина                                                  | 55,50     |
| Метання списа (сума двох рук)  | Юліус Саарісто · Фінляндія                                                | 109,42                     | Вяйне Сійканіємі · Фінляндія                              | 101,13    | Урхо Пелтонен · Фінляндія                                             | 100,24    |
|                                |                                                                           |                            |                                                           |           |                                                                       |           |
| П'ятиборство                   | Фердінанд Б'є · Норвегія Джим Торп · США                                  | 21 очко7 очок              | Джеймс Донаг'ю · США                                      | 29        | Френк Люкман · Канада                                                 | 29        |
| Десятиборство                  | Гуго Вісландер · Швеція Джим Торп · США                                   | 7724,495 очка8412,955 очка | Чарльз Ломберг · Швеція                                   | 7413,510  | Йоста Голмер · Швеція                                                 | 7347,855  |

### Командна першість
| Дисципліна  | Золото                                                                             | Золото  | Срібло                                                                          | Срібло | Бронза                                                                                     | Бронза |
| ----------- | ---------------------------------------------------------------------------------- | ------- | ------------------------------------------------------------------------------- | ------ | ------------------------------------------------------------------------------------------ | ------ |
| 3000 метрів | США Телл Берна (1 очко) Норман Табер (3) Джордж Бонхаг (5) Абель Ківіат Луїс Скотт | 9 очок  | Швеція Торілд Олссон (2) Ернст Віде (4) Брор Фок (7) Джон Сандер Нільс Фрюкберг | 13     | Велика Британія Джо Коттрілл (6) Джордж Гатсон (8) Сіріл Портер (9) Едвард Оуен Вільям Мур | 23     |
| Крос        | Швеція Ялмар Андерссон (2 очки) Йон Еке (3) Йозеф Тернстрем (5)                    | 10 очок | Фінляндія Ганнес Колехмайнен (1) Ялмарі Ескола (4) Альбін Стенроос (6)          | 11     | Велика Британія Фредерік Гіббінс (15) Ернест Гловер (16) Томас Гамфріс (18)                | 49     |

## Медальний залік
| Місце | Країна                     | Золото | Срібло | Бронза | Загалом |
| ----- | -------------------------- | ------ | ------ | ------ | ------- |
| 1     | США                        | 16     | 14     | 12     | 42      |
| 2     | Фінляндія                  | 6      | 4      | 3      | 13      |
| 3     | Швеція                     | 4      | 5      | 6      | 15      |
| 4     | Велика Британія            | 2      | 1      | 5      | 8       |
| 5     | Канада                     | 1      | 2      | 2      | 5       |
| 6     | Південно-Африканський Союз | 1      | 1      | 0      | 2       |
| 7     | Греція                     | 1      | 0      | 1      | 2       |
| 8     | Норвегія                   | 1      | 0      | 0      | 1       |
| 9     | Франція                    | 0      | 2      | 0      | 2       |
| 9     | Німеччина                  | 0      | 2      | 0      | 2       |
| 11    | Угорщина                   | 0      | 0      | 1      | 1       |
| 11    | Італія                     | 0      | 0      | 1      | 1       |